# Prapretno, Šentjur
Prapretno je naselje v Občini Šentjur.